# Lista degli Archivi di Stato italiani
Gli archivi di Stato in Italia sono 100, tutti collocati in altrettanti dei 112 capoluoghi delle 107 province italiane.
A questi si aggiungono 35 sezioni di archivi di Stato in possesso di un patrimonio documentario importante e non trasferito presso la sede dell'archivio di Stato da cui dipendono. Secondo il principio della "pertinenza territoriale", infatti, sarebbe sconsiderato trasferire altrove tali archivi, poiché sono strettamente legati al territorio in cui hanno sede.
Di seguito si riporta l'elenco di tutti gli Archivi di Stato italiani e delle loro sezioni.

## Abruzzo
1. Archivio di Stato di Chieti
  1. Sezione di Archivio di Stato di Lanciano
2. Archivio di Stato dell'Aquila
  1. Sezione di Archivio di Stato di Avezzano
  2. Sezione di Archivio di Stato di Sulmona
3. Archivio di Stato di Pescara
4. Archivio di Stato di Teramo

## Basilicata
1. Archivio di Stato di Matera
2. Archivio di Stato di Potenza

## Calabria
1. Archivio di Stato di Catanzaro
  1. Sezione di Archivio di Stato di Lamezia Terme
2. Archivio di Stato di Cosenza
  1. Sezione di Archivio di Stato di Castrovillari
3. Archivio di Stato di Reggio Calabria
  1. Sezione di Archivio di Stato di Locri
  2. Sezione di Archivio di Stato di Palmi
4. Archivio di Stato di Vibo Valentia

## Campania
1. Archivio di Stato di Avellino
2. Archivio di Stato di Benevento
3. Archivio di Stato di Caserta
4. Archivio di Stato di Napoli
5. Archivio di Stato di Salerno

## Emilia-Romagna
1. Archivio di Stato di Bologna
  1. Sezione di Archivio di Stato di Imola
2. Archivio di Stato di Ferrara
3. Archivio di Stato di Forlì-Cesena
  1. Sezione di Archivio di Stato di Cesena
4. Archivio di Stato di Modena
5. Archivio di Stato di Parma
6. Archivio di Stato di Piacenza
7. Archivio di Stato di Ravenna
  1. Sezione di Archivio di Stato di Faenza
8. Archivio di Stato di Reggio Emilia
9. Archivio di Stato di Rimini

## Friuli-Venezia Giulia
1. Archivio di Stato di Gorizia
2. Archivio di Stato di Pordenone
3. Archivio di Stato di Trieste
4. Archivio di Stato di Udine

## Lazio
1. Archivio di Stato di Frosinone
  1. Sezione di Archivio di Stato di Anagni-Guarcino
2. Archivio di Stato di Latina
3. Archivio di Stato di Rieti
4. Archivio di Stato di Roma
5. Archivio di Stato di Viterbo

## Liguria
1. Archivio di Stato di Genova
2. Archivio di Stato di Imperia
  1. Sezione di Archivio di Stato di Sanremo
  2. Sezione di Archivio di Stato di Ventimiglia
3. Archivio di Stato della Spezia
4. Archivio di Stato di Savona

## Lombardia
1. Archivio di Stato di Bergamo
2. Archivio di Stato di Brescia
3. Archivio di Stato di Como
4. Archivio di Stato di Cremona
5. Archivio di Stato di Mantova
6. Archivio di Stato di Milano
7. Archivio di Stato di Pavia
8. Archivio di Stato di Sondrio
9. Archivio di Stato di Varese

## Marche
1. Archivio di Stato di Ancona
  1. Sezione di Archivio di Stato di Fabriano
2. Archivio di Stato di Ascoli Piceno
3. Archivio di Stato di Fermo
4. Archivio di Stato di Macerata
  1. Sezione di Archivio di Stato di Camerino
5. Archivio di Stato di Pesaro-Urbino
  1. Sezione di Archivio di Stato di Fano
  2. Sezione di Archivio di Stato di Urbino

## Molise
1. Archivio di Stato di Campobasso
2. Archivio di Stato di Isernia

## Piemonte
1. Archivio di Stato di Alessandria
2. Archivio di Stato di Asti
3. Archivio di Stato di Biella
4. Archivio di Stato di Cuneo
5. Archivio di Stato di Novara
6. Archivio di Stato di Torino
7. Archivio di Stato di Verbania
8. Archivio di Stato di Vercelli
  1. Sezione di Archivio di Stato di Varallo

## Puglia
1. Archivio di Stato di Bari
  1. Sezione di Archivio di Stato di Barletta
  2. Sezione di Archivio di Stato di Trani
2. Archivio di Stato di Brindisi
3. Archivio di Stato di Foggia
  1. Sezione di Archivio di Stato di Lucera
4. Archivio di Stato di Lecce
5. Archivio di Stato di Taranto

## Sardegna
1. Archivio di Stato di Cagliari
2. Archivio di Stato di Nuoro
3. Archivio di Stato di Oristano
4. Archivio di Stato di Sassari

## Sicilia
1. Archivio di Stato di Agrigento
  1. Sezione di Archivio di Stato di Sciacca
2. Archivio di Stato di Caltanissetta
3. Archivio di Stato di Catania
  1. Sezione di Archivio di Stato di Caltagirone
4. Archivio di Stato di Enna
5. Archivio di Stato di Messina
6. Archivio di Stato di Palermo
  1. Sezione di Archivio di Stato di Termini Imerese
7. Archivio di Stato di Ragusa
  1. Sezione di Archivio di Stato di Modica
8. Archivio di Stato di Siracusa
  1. Sezione di Archivio di Stato di Noto
9. Archivio di Stato di Trapani

## Toscana
1. Archivio di Stato di Arezzo
2. Archivio di Stato di Firenze
3. Archivio di Stato di Grosseto
4. Archivio di Stato di Livorno
5. Archivio di Stato di Lucca
6. Archivio di Stato di Massa
  1. Sezione di Archivio di Stato di Pontremoli
7. Archivio di Stato di Pisa
8. Archivio di Stato di Pistoia
  1. Sezione di Archivio di Stato di Pescia
9. Archivio di Stato di Prato
10. Archivio di Stato di Siena

## Trentino-Alto Adige
1. Archivio di Stato di Bolzano
2. Archivio di Stato di Trento

## Umbria
1. Archivio di Stato di Perugia
  1. Sezione di Archivio di Stato di Assisi
  2. Sezione di Archivio di Stato di Foligno
  3. Sezione di Archivio di Stato di Gubbio
  4. Sezione di Archivio di Stato di Spoleto
2. Archivio di Stato di Terni
  1. Sezione di Archivio di Stato di Orvieto

## Veneto
1. Archivio di Stato di Belluno
2. Archivio di Stato di Padova
3. Archivio di Stato di Rovigo
4. Archivio di Stato di Treviso
5. Archivio di Stato di Venezia
6. Archivio di Stato di Verona
7. Archivio di Stato di Vicenza
  1. Sezione di Archivio di Stato di Bassano del Grappa